# Sophia Flörsch
Sophia Flörsch, née le 1er décembre 2000 à Grünwald, est une pilote automobile allemande, qui participe à l'European Le Mans Series avec Algarve Pro Racing. Elle a couru en Endurance FIA avec le Richard Mille Racing Team, en Formule 3 FIA, en championnat d'Europe régional de Formule, en F3 européenne et en Formule 4 en Allemagne et en Italie, ainsi qu'en championnat junior Ginetta.

## Biographie

### 2005-2015

#### Karting
Sophia Flörsch commence le karting en 2005. De 2008 à 2014, elle participe à divers événements à travers l'Europe avec Kart Sport. Elle devient la première femme pilote et aussi la plus jeune pilote dans trois séries auxquelles elle a participé, le championnat SAKC 2008, le championnat d'Allemagne ADAC 2009 et le championnat d'Europe 2010 Easykart. Elle est également repérée par Red Bull.

#### Ginetta Junior
En 2015, Sophia Flörsch participe à la saison 2015 du Ginetta Junior Championship avec l'écurie HHC Motorsport. Au cours de la saison, elle remporte deux victoires et obtient deux autres podiums. Elle écrit le doublé historique de Ginetta à Thruxton en devenant la plus jeune pilote à gagner une course de Ginetta Junior, et aussi la première à gagner deux courses sur deux en un week-end. Sa saison est interrompue en raison de problèmes financiers à la mi-saison, Sophia termine alors troisième du championnat, menant également le championnat des rookies.

### 2016-2017

#### Formule 4

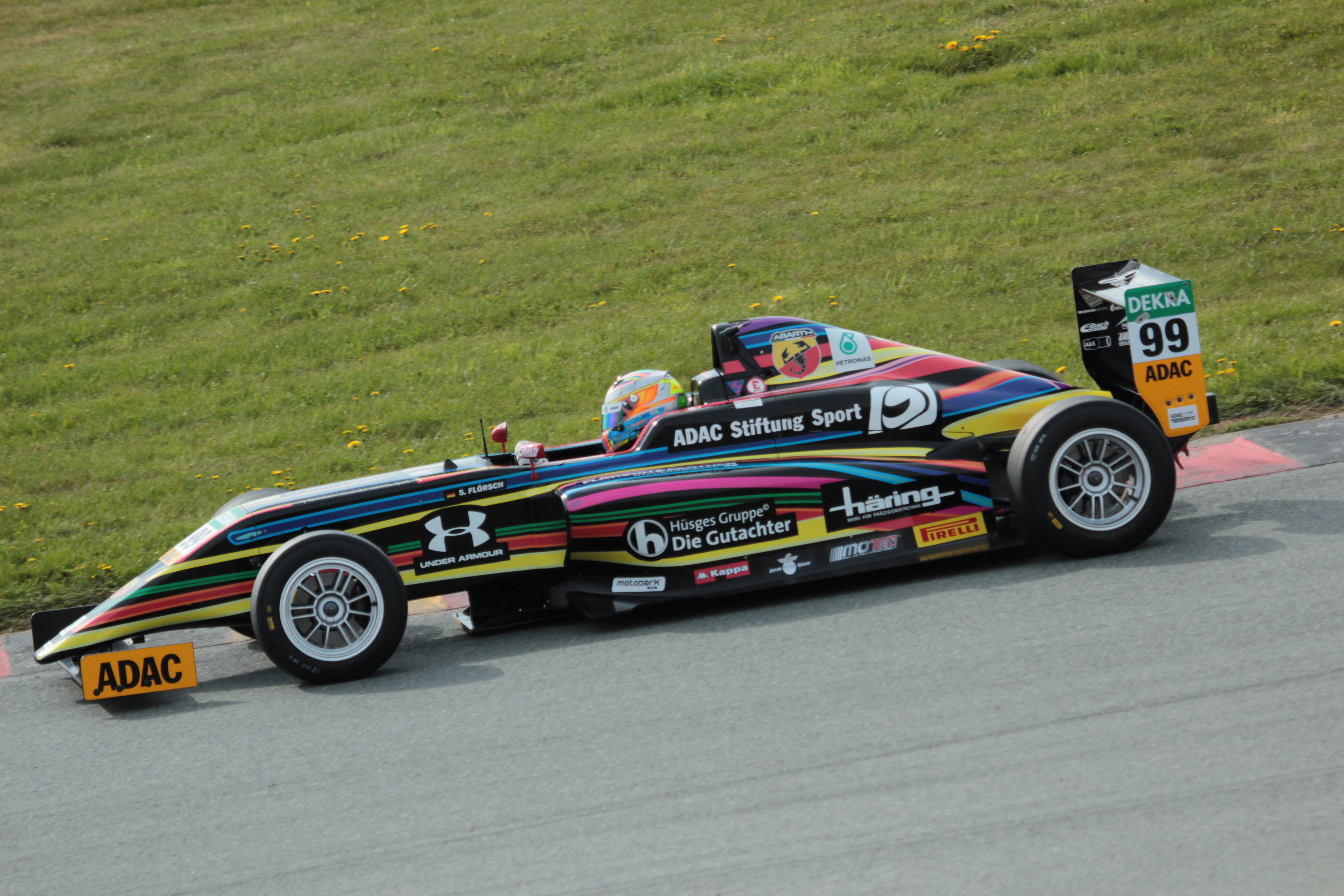
Flörsch en Formule 4 allemande en 2016.

En 2016, Sophia Flörsch signe avec Motopark pour participer au championnat ADAC de Formule 4. Sa voiture pour la saison est la voiture no 99, qu'elle appelle « Hugo ». Lors de sa première course, elle devient la première femme à marquer des points dans une course de Formule 4 ADAC. Elle atteint presque son premier podium lors de sa troisième course, mais heurtée par une autre voiture dans les derniers tours de la course, elle revient à la cinquième place. Son premier tour le plus rapide de la saison a lieu lors de la course 3 à Zandvoort, une manche interrompue par de mauvaises conditions météorologiques.
L'année suivante, elle court pour le BWT Mücke Motorsport, réalisant deux podiums et deux tours les plus rapides.

### 2018

#### Championnat d'Europe F3

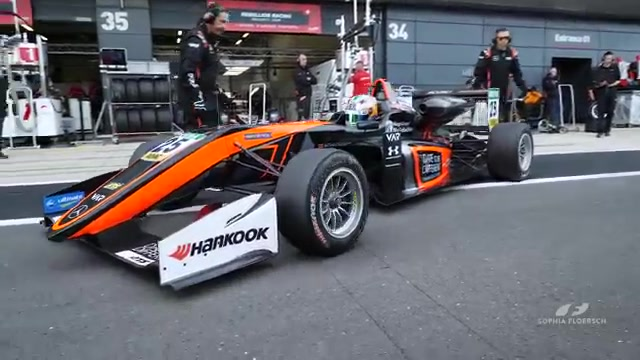
Flörsch en Formule 3 européenne en 2018 à Silverstone.

Le 13 mars 2018, Flörsch participe à son premier essai du championnat d'Europe FIA de Formule 3, au volant d'une voiture du Van Amersfoort Racing. Le 6 juillet 2018, il est annoncé qu'elle rejoindra Van Amersfoort Racing à partir de la manche du circuit de Zandvoort, une semaine plus tard. Elle terminera 22e au classement, son seul point venant de la course du Red Bull Ring.

#### Grand Prix de Macao 2018
Du 15 au 18 novembre 2018, elle participe à la Coupe intercontinentale de Formule 3 au Grand Prix de Macao 2018. Lors de la course principale, au quatrième tour, elle s'accroche avec Jehan Daruvala, qui aurait ralenti en raison de drapeaux jaunes affichés par erreur sur la ligne droite entre la courbe du Mandarin Oriental (virage 2) et le virage du Lisboa (virage 3). Cela provoque une rupture de la suspension avant gauche, ce qui lui fait perdre le contrôle de sa monoplace. Celle-ci effectue un tête à queue avec une très faible perte de vitesse (sa vitesse sera évaluée à 276 km/h), et s'envole sur le boudin à côté du vibreur à l'intérieur du virage, la catapultant latéralement au-dessus d'un concurrent sur lequel sa voiture rebondit, avant de s'écraser dans un grillage de sécurité et de percuter dans l'élan une cabine de photographes puis d'atterrir sur ses roues. Au moment de ce dernier impact, la monoplace présentait son cockpit (alors dépourvu du dispositif halo, qui n'arrivera que l'année suivante en F3) face à la cabine des photographes, le nez dressé vers le ciel, ce qui explique ses blessures au dos. Il est annoncé après l'accident que Sophia Flörsch est consciente et est hospitalisée. Une fracture de la colonne vertébrale sera diagnostiquée et Sophia subira une opération chirurgicale de près de 10 heures, intervention dont son chef d'équipe, Frits van Amersfoort, confirmera dès le lendemain la réussite sans « crainte de paralysie ».

#### Formule Régionale
Le 14 décembre 2018, Van Amersfoort Racing confirme que Sophia Flörsch courra pour l'équipe dans la série de remplacement du championnat européen de F3, la Formula European Masters, en 2019. Après la fermeture de cette série sans qu'une seule manche ne soit disputée, Flörsch et VAR passent au championnat d'Europe de Formule Régionale pour mettre à jour les machines. Après avoir rejoint le championnat une semaine seulement avant la course d'ouverture, l'équipe a du mal tout au long de la saison, et Sophia Flörsch ne peut assurer que la 7e place au classement des pilotes.

### 2019

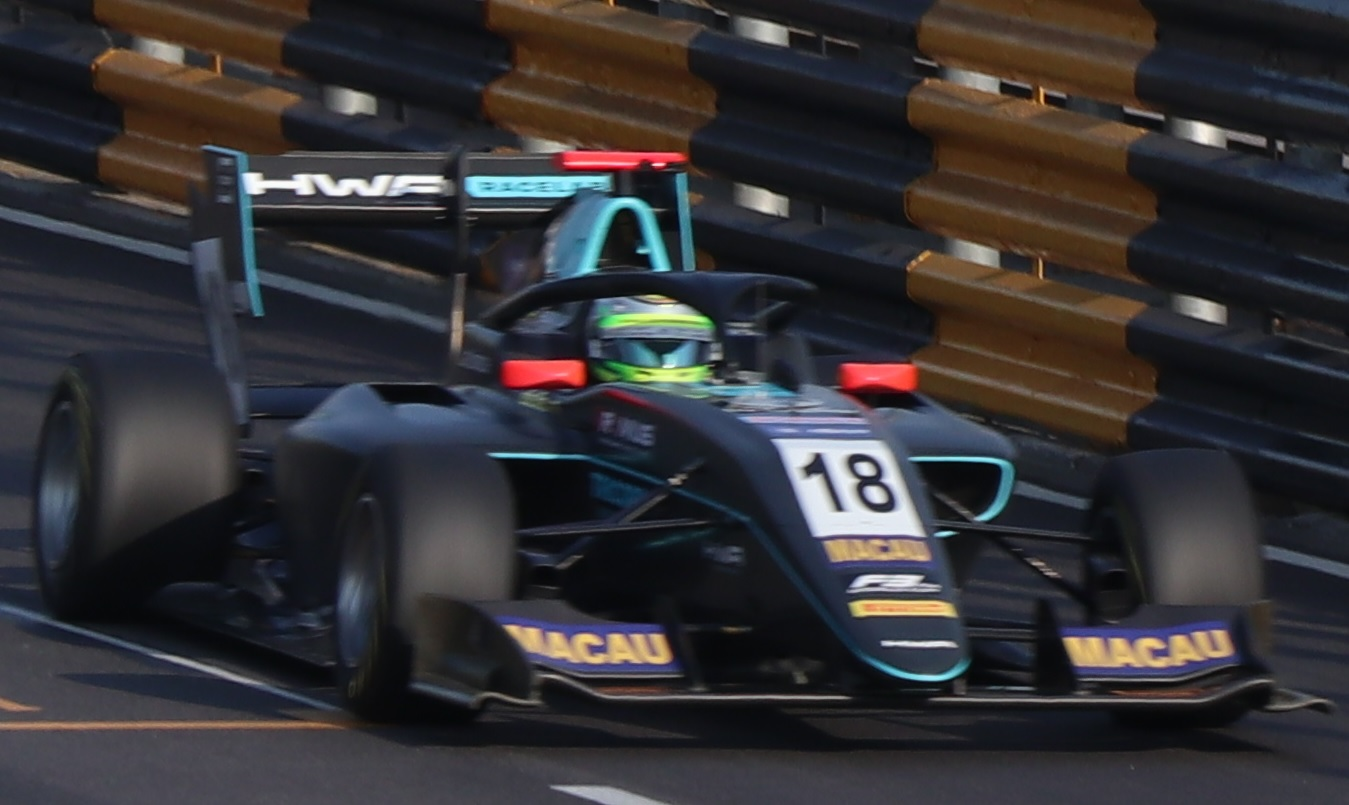
Flörsch lors du Grand Prix de Macao en 2019.

#### Grand Prix de Macao 2019
Elle est sélectionnée par le HWA Team pour assister aux essais d'après-saison du championnat FIA de Formule 3 le 22 octobre 2019 à Valence. Début novembre, il est confirmé qu'elle est intégrée dans l'équipe pour participer au Grand Prix de Macao 2019, avec le soutien de plusieurs entreprises macanaises et de personnalités notables. Elle ne terminera pas la course à la suite d'une défaillance mécanique qui la laisse à l'arrêt avant la courbe de l'hôtel Mandarin au huitième tour.

### 2020

#### Championnat de Formule 3 FIA
Sophia Flörsch signe avec Campos Racing pour la saison 2020 du championnat de Formule 3 FIA en partenariat avec Alessio Deledda et Alex Peroni. Après une année difficile ponctuée de plusieurs problèmes mécaniques, elle termine 29e sur 35 pilotes au classement, avec un meilleur résultat de douzième. Elle est la première femme à participer au championnat depuis sa formation après la fusion du GP3 Series et de la F3 européenne.
En février 2020, elle remporte le prix du retour mondial de l'année aux Laureus World Sports Awards 2020 après son accident à Macao en 2018.

#### Courses d'endurance

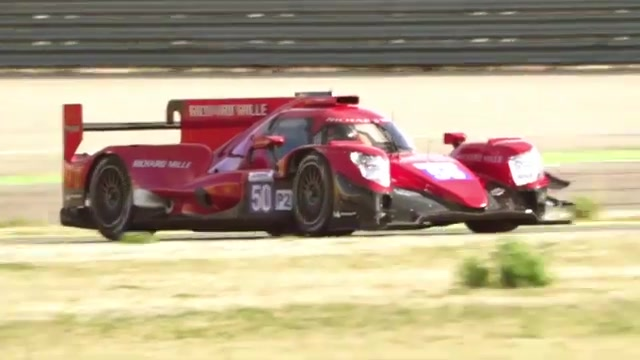
Flörsch en European Le Mans Series en 2020.

Flörsch combine son engagement au championnat de Formule 3 FIA 2020 avec ses débuts en sport-prototype. À cette fin, elle ne participe pas à la manche de F3 de Spa-Francorchamps pour pouvoir courir au Castellet 240 avec Beitske Visser pour Richard Mille Racing Team dans la catégorie LMP2 de l'European Le Mans Series. La campagne comprend également l'entrée aux 24 Heures du Mans 2020, où elle va terminer à la neuvième place aux côtés de Visser et Tatiana Calderón.
Elle continuera avec l'équipe en 2021, cette fois dans le championnat du monde d'endurance FIA.

### 2021

#### DTM
Parallèlement à son programme FIA WEC, elle participe au Deutsche Tourenwagen Masters (DTM) 2021 pour la société allemande Abt Sportsline avec le soutien de Schaeffler. Lors des deux premières courses, à Monza, elle prend deux fois la quinzième place lors des deux courses. Au Lausitzring, elle abandonne lors de la première course et prend une nouvelle fois la quinzième place lors de la deuxième course. Sur le circuit de Zolder, le scénario est inversé : quinzième place lors de la première course et abandon lors de la deuxième. Pour la manche du Nürburgring elle se fait remplacer pour participer aux 24 Heures du Mans qui ont lieu à la même date.

#### Courses d'endurance
En 2021, elle continue avec le Richard Mille Racing Team dans le championnat du monde d'endurance FIA. Pour la manche d'introduction à Spa-Francorchamps, associée avec Beitske Visser et Tatiana Calderón comme en 2020, elle réalise la neuvième place de la catégorie LMP2. À Portimão, elle signe une onzième position de la catégorie. Lors de la première course de six heures à Monza, elle réalise une huitième place. Lors des 24 Heures du Mans 2021, elle est contrainte à l'abandon après avoir été doublement percutée par Franco Colapinto, pilote de l'Aurus 01 no 26 du G-Drive Racing, en piste le samedi vers 21 h 30.
Elle court également pour l'Algarve Pro Racing pour remplacer Diego Menchaca dans la finale de la saison 2021 de l'ELMS à Portimão. Elle termine troisième aux côtés de Ferdinand Habsburg et Richard Bradley, obtenant le premier podium de l'équipe et devenant la première femme à terminer sur un podium général de la série.

### 2022

#### Courses d'endurance
Sophia Flörsch signe en début d'année avec l'équipe russe GDrive Racing pour participer à la saison 2022 de l'ELMS. À la suite de l'invasion de l'Ukraine par la Russie, elle pilote finalement pour l'équipe Algarve Pro Racing dans ce même championnat. Lors de la première course sur le circuit Paul-Ricard au Castellet, elle devient la première femme à terminer deuxième sur un podium général de la série[réf. souhaitée].

### 2023

#### Championnat de Formule 3 FIA

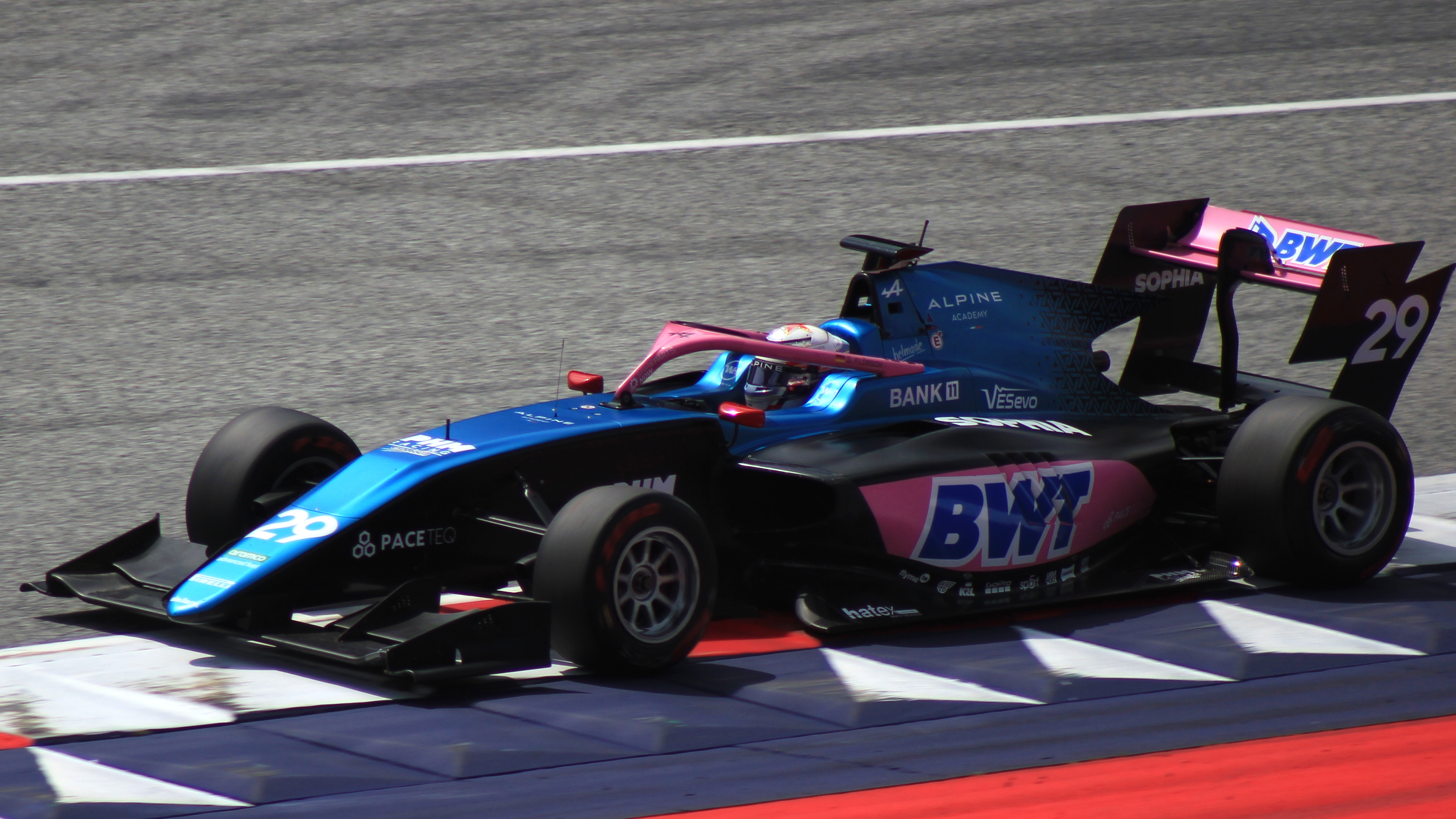
Flörsch en Formule 3 FIA en 2023.

Flörsch fait son retour en Formule 3 FIA en 2023, en signant avec la nouvelle écurie PHM Racing by Charouz. Peu après, elle est annoncée comme nouvelle recrue au sein de l' Alpine Academy, ayant été sélectionnée par le biais de la nouvelle branche Programme Rac(H)er. Lors de la manche autrichienne, elle termine à la neuvième place de la course principale mais elle est ensuite disqualifiée à la suite d'une non-conformité de sa voiture lors d'un contrôle d'après course. Lors du Grand Prix de Belgique à Spa, elle finit septième de la course principale, ce qui fait d'elle la première femme à marquer des points en Formule 3[réf. souhaitée].
En fin de saison, Flôrsch participe au Grand Prix de Macao avec Van Amersfoort Racing. Contrairement à ses deux précédentes participations, elle parvient à terminer la course en onzième position devant ses coéquipiers Noel León et Tommy Smith.

### 2024

#### Championnat de Formule 3 FIA

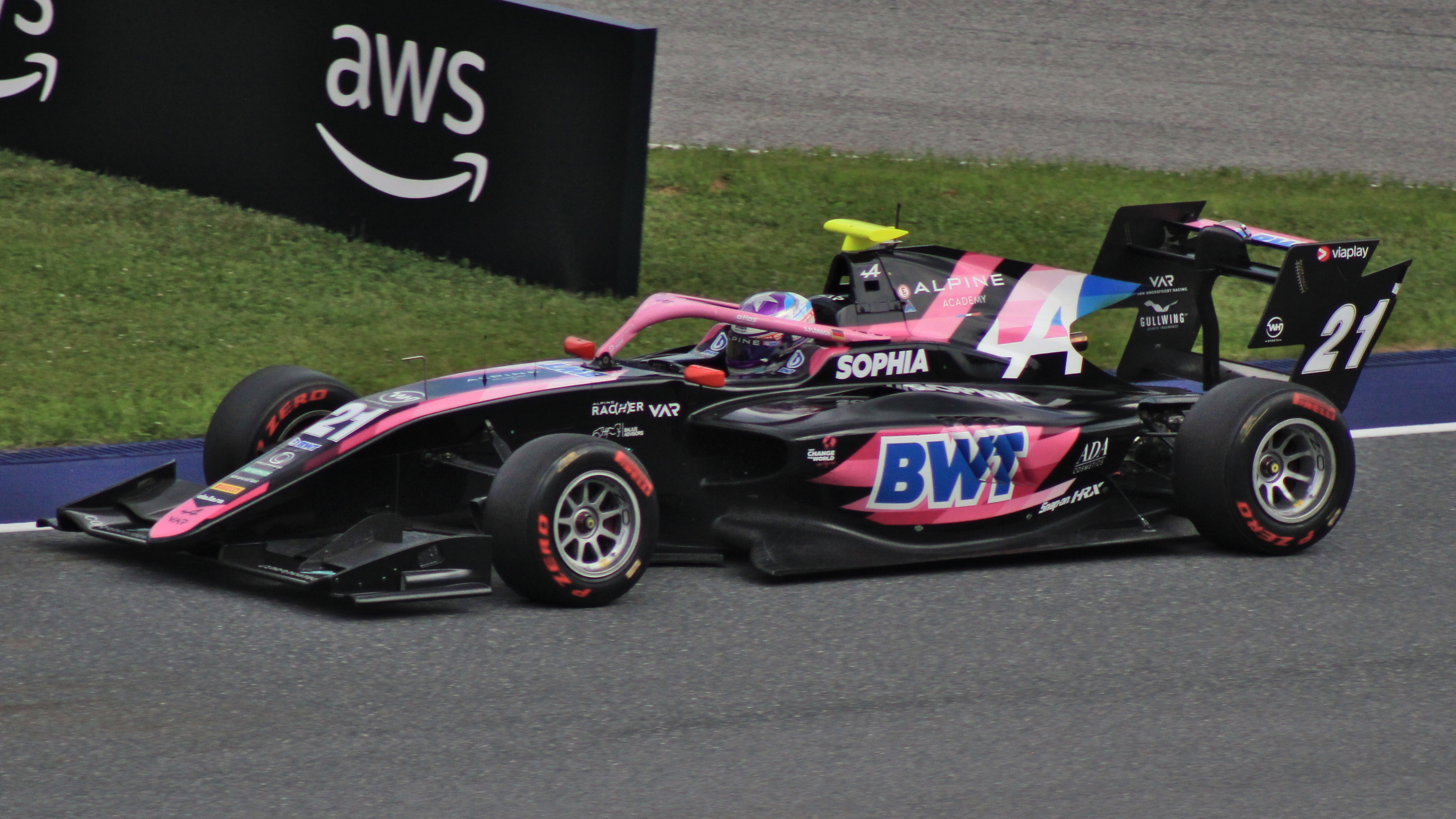
Flörsch en Formule 3 FIA en 2024.

Pour sa troisième saison dans la catégorie, Flôrsch rejoint Van Amersfoort Racing. Contrairement à sa saison précédente, elle ne parvient pas à inscrire de points, réalisant une onzième place pour meilleur résultat lors de la course principale du Red Bull Ring et une douzième place lors de la course principale d'Imola tandis que son coéquipier Noel León monte à quatre reprises sur le podium. À l'issue de la saison, Klaudija Jakaj (la manager de l'équipe) déclare que Sophia « méritait de marquer des points » et qu'elle a « souvent été impliquée dans des accidents provoqués par d'autres pilotes ».

## Controverses
En 2019, Sophia a réagi au nouveau championnat de Formule 3 féminine de la W Series, le qualifiant de « pas en arrière sur le plan sportif » et « pas de la façon d'aider les femmes dans le sport automobile ». Elle a plus tard critiqué l'existence d'un championnat sportif affilié à la série organisé pendant la pandémie de coronavirus.
En entrant dans le championnat FIA de Formule 3 en 2020, Sophia Flörsch appelle les médias allemands en affirmant qu'ils favorisent Mick et David Schumacher en raison des succès de leurs pères (Michael et Ralf respectivement) et du refus présumé de promouvoir d'autres pilotes de formule junior allemands, déclarant sur Twitter qu'« il n'y a qu'un seul Schumacher légendaire ».

## Carrière

### Résultats en compétition automobile
| Saison | Championnat                          | Équipe                    | Courses | Victoires | Pole positions | Meilleurs tours | Podiums | Points | Classement |
| ------ | ------------------------------------ | ------------------------- | ------- | --------- | -------------- | --------------- | ------- | ------ | ---------- |
| 2015   | Ginetta Junior Championship          | HHC Motorsport            | 10      | 2         | 1              | 1               | 4       | 211    | 11e        |
| 2016   | Championnat d'Allemagne de Formule 4 | Motopark Academy          | 24      | 0         | 0              | 1               | 0       | 25     | 19e        |
| 2017   | Championnat d'Allemagne de Formule 4 | ADAC Berlin-Brandebourg   | 20      | 0         | 0              | 2               | 2       | 71     | 13e        |
| 2017   | Championnat d'Italie de Formule 4    | BWT Mücke Motorsport      | 9       | 0         | 0              | 0               | 0       | 28 *   | N.C        |
| 2018   | Championnat d'Europe de Formule 3    | Van Amersfoort Racing     | 21      | 0         | 0              | 0               | 0       | 1      | 22e        |
| 2018   | Grand Prix de Macao                  | Van Amersfoort Racing     | 1       | 0         | 0              | 0               | 0       | -      | abandon    |
| 2019   | Formule Régionale Europe             | Van Amersfoort Racing     | 24      | 0         | 0              | 1               | 0       | 149    | 7e         |
| 2019   | Grand Prix de Macao                  | HWA Racelab               | 1       | 0         | 0              | 0               | 0       | -      | abandon    |
| 2020   | Formule 3                            | Campos Racing             | 16      | 0         | 0              | 0               | 0       | 0      | 30e        |
| 2020   | European Le Mans Series              | Richard Mille Racing Team | 3       | 0         | 0              | 0               | 0       | 2      | 25e        |
| 2021   | Championnat du monde d'endurance     | Richard Mille Racing Team | 6       | 0         | 0              | 0               | 0       | 31     | 13e        |
| 2021   | Deutsch Tourenwagen Masters          | Abt Sportsline            | 14      | 0         | 0              | 0               | 0       | 8      | 18e        |
| 2021   | European Le Mans Series              | Algarve Pro Racing        | 1       | 0         | 0              | 0               | 1       | 15     | 21e        |
| 2022   | European Le Mans Series              | Algarve Pro Racing        | 4       | 0         | 0              | 0               | 1       | 23     | 9e         |
| 2023   | Formule 3                            | PHM Racing by Charouz     | 18      | 0         | 0              | 0               | 0       | 6      | 23e        |
| 2024   | Formule 3                            | Van Amersfoort Racing     | 20      | 0         | 0              | 0               | 0       | 0      | 29e        |
| 2025   | Indy Lights Series                   | HMD Motorsports           | 1       | 0         | 0              | 0               | 0       | 18     | 26e        |

* Flörsch étant une pilote invitée, elle était inéligible pour marquer des points. 

** Saison en cours.

## Résultats aux 24 Heures du Mans
| Année | Équipe                    | no | Châssis  | Moteur                | Pneus    | Catégorie   | Équipiers                       | Tours | Résultat                               |
| ----- | ------------------------- | -- | -------- | --------------------- | -------- | ----------- | ------------------------------- | ----- | -------------------------------------- |
| 2020  | Richard Mille Racing Team | 50 | Oreca 07 | Gibson GK428 4,2 l V8 | Michelin | LMP2        | Tatiana Calderón Beitske Visser | 364   | 9e (LMP2) 13e (Gén.)                   |
| 2021  | Richard Mille Racing Team | 1  | Oreca 07 | Gibson GK428 4,2 l V8 | Goodyear | LMP2        | Tatiana Calderón Beitske Visser | 74    | Abandon                                |
| 2022  | Algarve Pro Racing        | 47 | Oreca 07 | Gibson GK428 4,2 l V8 | Goodyear | LMP2 Pro/Am | John Falb Jack Aitken           | 361   | 5e (LMP2 Pro/Am) 20e (LMP2) 25e (Gén.) |